# Diplometopon zarudnyi
Diplometopon zarudnyi is een wormhagedis uit de familie puntstaartwormhagedissen (Trogonophidae).

## Naam en indeling
Het is de enige soort uit het monotypische geslacht Diplometopon. Diplometopon zarudnyi behoorde lange tijd tot het geslacht Pachycalamus. De wetenschappelijke naam van de soort werd voor het eerst voorgesteld door Alexandre Mikhaïlovitch Nikolski in 1907.

## Verspreiding en habitat
De wormhagedis komt voor in delen van het Arabisch Schiereiland en leeft in de landen Irak, Iran, Koeweit, Oman, Qatar, Saoedi-Arabië en de Verenigde Arabische Emiraten.
De habitat bestaat uit droge tropische en subtropische scrublands en graslanden en hete woestijnen. Ook in door de mens aangepaste streken zoals agrarische gebieden en plantages kan de soort worden gevonden. De hagedis is aangetroffen van zeeniveau tot op een hoogte van ongeveer 1000 meter boven zeeniveau.

## Beschermingsstatus
Door de internationale natuurbeschermingsorganisatie IUCN is de beschermingsstatus 'veilig' toegewezen (Least Concern of LC).